# Hans Martínez
Hans Martínez, född 4 januari, 1987 i Santiago, är en chilensk fotbollsspelare som spelar i Universidad Católica. Han började spela för klubbens ungdomsverksamhet 1998 (då 11 år gammal) och debuterade med A-laget säsongen 2007.
Martínez har dessutom representerat Chile på U17, U20, U23 och A-lagsnivå. Han var en del av Chile U20 då man kom på tredjeplats i U20-VM i Kanada 2007. Han blev dessutom uttagen att delta i Chiles U23-trupp